# Stachów (województwo mazowieckie)
Stachów – uroczysko-dawna miejscowość, dawna osada leśna w Polsce koło wsi Budy Augustowskie, położona w województwie mazowieckim, w powiecie białobrzeskim, w gminie Stromiec. Historycznie i kulturowo leży w Małopolsce (Ziemia Radomska).
Miejscowość została zniszczona w 1944 roku przez wycofujące się oddziały niemieckie.

## Historia
Osada leśna Stachów powstała w 1843 roku.
Według Słownika Geograficznego Królestwa Polskiego (wydanie z 1890 roku) Stachów był osadą leśną w powiecie radomskim w gminie i parafii Stromiec. Znajdowały się tu 2 domy. Osada liczyła 5 mieszkańców.
W latach 1933–1945 siedziba Nadleśnictwa Stachów (od 1945 roku Dobieszyn).
Podczas II wojny światowej większość leśników i ich rodziny działały w Armii Krajowej i Batalionach Chłopskich. Ukrywał się tu Sergiusz Hessen.
22 września 1943 roku w osadzie Stachów oraz kilkunastu okolicznych miejscowościach okupanci niemieccy dokonali masowych aresztowań ludzi związanych z lokalnym ruchem oporu, aresztowali wówczas kilkadziesiąt osób, w tym leśników z Nadleśnictwa Stachów. Aresztowanych osadzono w niemieckich obozach koncentracyjnych.
W sierpniu 1944 roku ostatni mieszkańcy zostali wypędzeni, a osada została zniszczona.

## Współczesność
Obecnie znajduje się tam uroczysko.

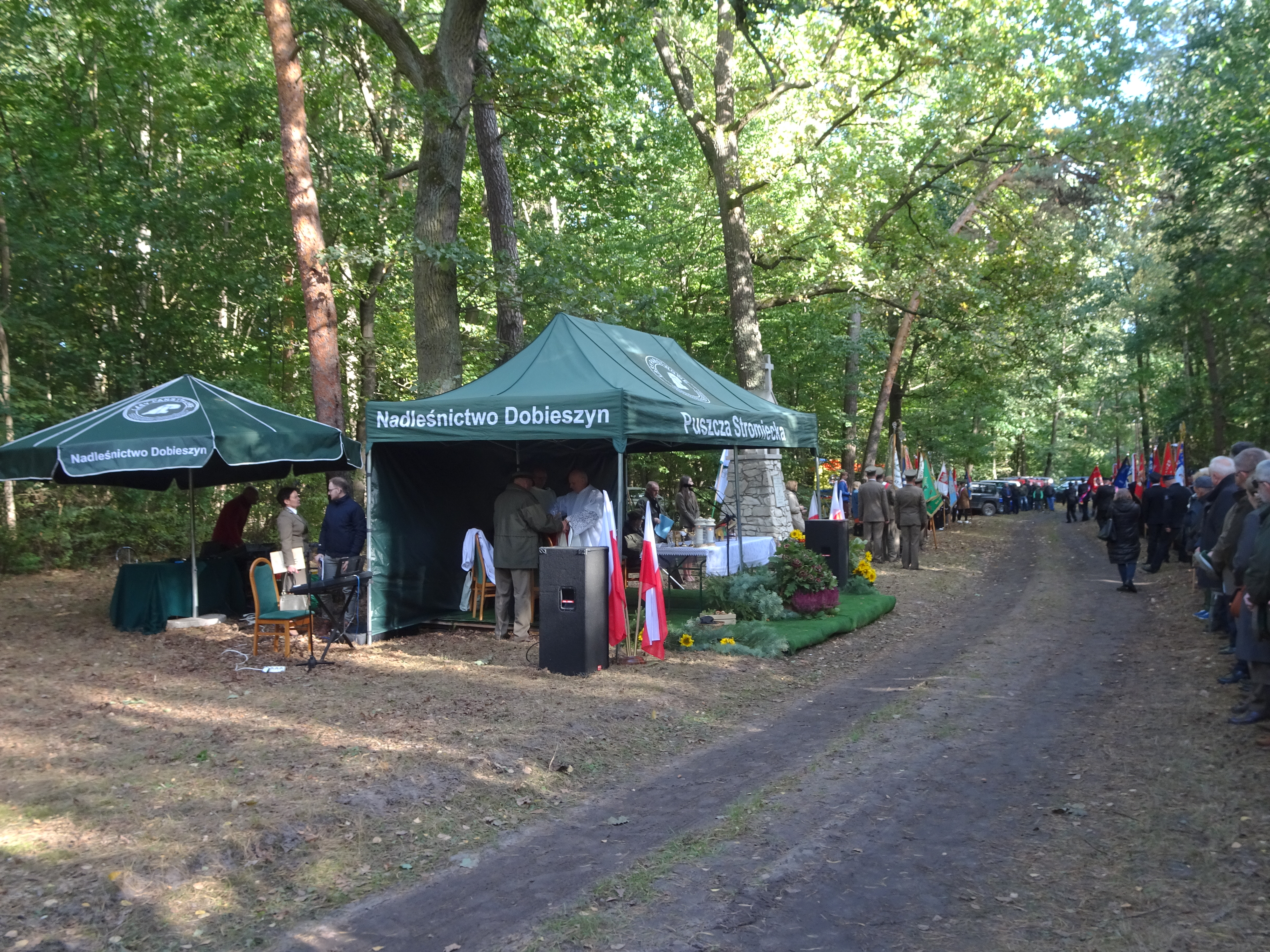
Uroczystości w Stachowie w 2023 roku

Koło dawnej osady biegnie linia kolejowa nr 8.
Współcześnie znajdują się tam: krzyż z informacją o osadzie, kamień upamiętniający ostatni dom w Stachowie oraz kapliczka św. Franciszka z Asyżu z 2010 roku.
Co roku na przełomie września i października Nadleśnictwo Dobieszyn organizuje w Stachowie obchody dnia leśnika.